# Fiches (album)
Fiches è un album discografico della band italiana rock demenziale Gem Boy, uscito il 14 marzo 2008.

## Tracce
1. Wow
2. Fiches
3. Puffetta al concerto
4. Pastiglie
5. Tarzanello
6. Postalmarchet
7. Che avevi capito?
8. Di che cacca sei?
9. Hanno ucciso Jeeg Robot
10. VIP e NIP
11. Maledetta Z
12. Un'ottima linguina
13. In non vi con più
14. A.C.D.C. (+ ghost track)

## Formazione
- Carlo Sagradini - voce
- Max Vicinelli "Max" - tastiera
- Matteo Monti "Matteo" - batteria
- Denis Valentini "Denis" - basso
- Alessandro Ronconi "J.J. Muscolo" - chitarra
- Michele Romagnoli "Sdrushi" - fonico, mixer

## Ospiti
Al disco hanno partecipato anche Giuseppe Giacobazzi, il Trio Medusa e Red Ronnie.